# 146 (tal)
146 är det naturliga talet som följer 145 och som följs av 147.

## Inom vetenskapen
- 146 Lucina, en asteroid.

## Inom matematiken
- 146 är ett jämnt tal.
- 146 är ett semiprimtal.
- 146 är ett oktaedertal.